# Valserres
 Valserres  es una población y comuna francesa, situada en la región de Provenza-Alpes-Costa Azul, departamento de Altos Alpes, en el distrito de Gap y cantón de La Bâtie-Neuve.

## Demografía
| 227 | 212 | 149 | 148 | 164 | 192 |
| Para los censos de 1962 a 1999 la población legal corresponde a la población sin duplicidades (Fuente: INSEE [Consultar]) |     |     |     |     |     |